# 2020년 한국 집중호우
2020년 한국 집중 호우(2020年韓國集中豪雨)는 2020년 6월 초반부터 9월 중순까지 한반도와 부속도서 전역에 걸쳐 집중적 또는 국지적으로 내린 호우를 말한다.

## 개요
2020년 6월부터 한반도 전역에서 발생한 대규모 폭우이다. 2020년 중국 홍수나 2020년 7월 일본 호우와 관련이 매우 깊다. 6월에는 남부지방 일부만 피해를 입었으나 7월 말, 부산이 침수된 것을 시작으로 8월에는 북태평양 기단의 영향력이 커져 충청남도, 충청북도등 호서지방과 경기도, 서울특별시, 인천광역시, 강원도 등 중부지방까지 집중호우로 인한 산사태가 지속적으로 발생하는 반면, 남부지방은 북태평양 기단의 영향권에 들면서 사태가 진정되는 듯 했다. 하지만 8월 7일부터 남부지방도 다시 폭우가 내렸다. 이 비는 8월 9일 새벽부터 다시 중부지방으로 올라왔다. 이 비로 인해 수천 건의 시설피해가 발생했다. 조선민주주의인민공화국에도 집중호우로 피해가 발생했다. 이 장마(집중호우)는 대한민국 관측 역사상 가장 늦게 끝난 장마가 되었다. 이전 기록은 1987년, 8월 10일까지이다. 8월 10일엔 오후 2시쯤 소형 태풍 '장미'가 경남 거제시에 상륙했다가 10일 오후 5시 경 울산광역시 부근 육상에서 온대저기압으로 변질되어 소멸하였다. 그래서 한반도에서 2020년에 내린 집중호우는 역대 최장기간인 51일을 경신하여 54일을 기록했고, 8월 16일을 끝으로 종료되었다.

## 주요 피해

### 사망자
사망자는 7월 13일 경남 함양에서 배수로 작업을 하던 2명, 7월 23일에 부산 지하차도가 침수되어 고립된 3명, 7월 24~25일에는 2명, 7월 30일에는 대전에 있는 한 지하차도에서 1명, 그리고 8월 1일부터 현재까지 사망자 31명이 발생했다. 그 중 8월 1일부터 현재까지의 사망자 31명 중 16명은 산사태로, 7명은 급류로 사망하였고 지역별로는 경기와 전남에서 각각 8명이 사망하였다.

### 이재민
이번 홍수의 여파에 따라 이재민이 약 8,143명으로 기록되었다. 이는 그 당시 한국의 코로나19 전체 확진자(약 4만명)의 1/5 수준이다.

### 시설 피해
이번 집중 호우에 의해 일어난 피해 사례는 다음과 같다.

#### 공공 시설물

##### 도로
8월 2일에는 팔당댐의 방류량이 늘면서 잠수교가 잠기고 반포, 잠원, 신잠원 나들목을 폐쇄했다. 전자와 같은 이유로 8월 5일에는 올림픽대로 동작대교-염창IC가 통제되었고 8월 6일 새벽에는 강변북로 한강대교에서 마포대교 구간 양방향, 동부간선도로 수락지하차도에서 성수분기점 구간, 내부순환로 성수JC 방향, 마장에서 성동JC 구간이 통제되었다. 다행히도 잠수교를 제외한 대부분의 도로는 하루이틀 후 통제가 해제되었지만 그동안 교통혼잡이 심각했다. 잠수교는 12일로 잠수교 개통 이래 가장 오래 잠겨있었다.

#### 주택
8월 14일 기준 34,209건의 주택 피해가 접수되었다. 이 중 복구가 된 곳도 있으나 계속되는 비로 복구작업이 어려운 곳도 많다. 주택 피해는 주로 산사태와 천이나 강의 범람으로 인한 침수로 일어났다. 또 많은 침수 피해가 일어났는데 구체적으로 보면 8월 5일부터 둑 붕괴로 3개 마을이 잠기고 5개 마을에 주민 대피령이 발령되었고, 섬진강의 제방이 붕괴되어 그 근방에 있는 여러 마을들이 피할 새도 없이 침수되어 500여명의 이재민이 발생했고, 화개장터가 침수되었다.

#### 공장
평택시의 한 반도체와 관련된 생산 부품 전문 제조 공장에서 토사가 유출되면서, 근로자 3명이 숨지고 1명의 부상자가 발생되었다. 사고 당시에는 근로자 6명이 해당 공장에서 근무한 것으로 전해졌다.

## 경과

### 6월 30일 이전
6월 30일에는 강원도 강릉시에서는 시간당 50mm가 초과되는 물 폭탄이 쏟아 부었지만, 이날 내린 비의 양을 볼 때, 220.2mm의 비가 내려 6월의 하루 강수량으로는 기상 관측이 시작된 1911년 이후 가장 많은 비가 내렸다. 그래서 이 비의 여파에 따라, 20대 남성이 실종되는 것을 필두로, 설악산도 역시 300mm가 넘은 물폭탄을 쏟아부은 것으로 보인다.

### 7월 1일~15일
규슈 등 일본의 일부 지역에 일어난 집중호우의 여파로 인해 일본과 지리적으로 가까운 부산광역시를 중심으로 폭우가 쏟아지면서 이 일대의 토사가 쏟아지는 것을 필두로 지하차도가 침수됨에 따라 통행이 전면적으로 중단되는 것 외에도 저지대의 피해가 큰 것으로 보였다. 그러나 부산광역시에서의 집중호우가 심한 자치구 및 자치군은 남구가 132 mm로 가장 많이 쏟아진 것으로 보였고, 벡스코 주변 도로 등 몇몇 도로가 폭우에 의해 침수되는 피해가 집중되어 있었다. 그 뒤로 대전광역시, 세종특별자치시, 충청남도, 전라남도, 전라북도 지역에 비가 내리기 시작하였다. 그러나 7월 12일에는 부안군 위도에 172 mm의 강수량을 기록하였던 것으로 나와 있어, 전라북도 전역에 걸쳐 호우 특보가 내려진 상태이다. 이후에는 대전의 갑천, 광주의 황룡강에도 홍수주의보가 발령되고, 대전의 코스모스아파트 주변도 물바다로 변했으며, 주차하게 되어 있었던 차량까지 침수 피해를 입었던 것으로 보인다. 그 뒤로 남부지방에 내린 집중 호우로 인해 큰 피해를 입었으며, 통영시에서는 국도 제14호선의 산 비탈면까지 무너지면서 상수관이 파손돼 4시간 동안 6,400톤의 흙탕물이 주택가를 덮치는 등 마을을 중심으로 피해를 입었고, 이날 통영시에 내린 비는 7월 12일에서 14일 사이에 걸쳐 184.6 mm, 시간당 최대 25.1 mm의 강우량을 기록하였다. 7월 15일부터 21일까지 잠시 소강상태에 이른 것으로 보인다.

### 7월 16일~24일
그간 한시적으로 소강 상태에 이르던 집중호우가 수도권을 상륙시켰던 것으로 나와 있다. 그러나 이는 중국 대륙으로부터 새로운 비구름이 동쪽으로 유입되자, 비에 대한 대형 피해는 없었다. 그러나 강풍에 의한 피해가 있었다. 그러나 7월 20일에는 전라북도 전주시를 중심으로, 호우주의보가 발령되었다. 이 시기에는 장마전선이 남하하게 되었던 것으로 나와 있다. 7월 22일에는 지리산을 시작으로 하여 새벽부터 내린 비가 남부지방으로 확산되자, 비슷한 시기에는 인천광역시 및 경기 남부 등 중서부 일원과 영남 지방을 중심으로 비가 많이 내렸으며, 합천군 가야면의 가야산에서 최대 158.0 mm의 강우량을 기록하였고, 경주시 산내면은 115.0 mm를 각각 기록하였다. 7월 23일에는 전국적으로 국지적인 집중 호우가 수도권, 충청남도, 경상남도, 서해안, 동해안, 남해안, 제주특별자치도 등에 호우특보를 내려지게 하자, 비가 많이 내렸고 이와 동시에 벼락 및 강풍 역시 동반되었다. 인천광역시, 홍성군 등 전국의 10개의 시군 지역에서도 산사태 주의보까지 발령시킨 상태로 만들게 하였다. 이에 따라 전국 각지에서 도로와 주택이 침수되는 것을 필두로 하여, 기물이 파손되고 토사가 무너지는 것은 물론 심지어는 하천까지 범람하게 되는 등 각종 피해들이 잇따라 이어졌다. 아울러 그날 밤 9시 45분에는 중랑천의 수위가 상승하자, 동부간선도로의 마들지하차도에서 성동교 사이의 구간에 한하여 교통 통제가 내려지기도 하였다. 이 시기에 내린 호우의 특이한 점을 보면, 서해상에서 발달된 온대 저기압이 발달된 상태로 드러난다. 이에 따라 2020년 7월 22일에서 24일 사이에 발생된 호우 구름대는 일반적으로 원형 비구름대를 형성시켰던 것으로 보인다. 이 시기에는 부산광역시에서 대규모 침수 사태가 발생되었고, 동해선의 선로가 침수되는 등 동해선 광역전철의 운행도 중단되었고 부산 도시철도 1호선 부산역도 역시 침수되는 피해를 입었으며, 센텀시티에서는 WBC 더 팰리스의 지하주차장에 물이 유입됨과 동시에 침수되기도 하는 등 부산광역시 일원을 중심으로 큰 피해가 보고되었다.

### 7월 25일~31일
강원도 북부 산지를 중심으로 많은 비를 뿌렸다. 이날 강우량은 강원도 고성군 토성면의 미시령에서는 330mm의 강우량을 기록하기도 하는 등, 2019년 강원도 산불로 폐허가 된 마을에 폭우까지 겹쳐지면서 막대한 피해를 가중시킨 것으로 보인다. 7월 27일에는 영남 해안과 제주도 그리고 전남 남해안(제주해협)을 중심으로 많은 비가 뿌렸으며, 7월 27일 강우량은 제주특별자치도 제주시의 삼각봉(오리이동)에서 121.0mm의 강우량을 기록하는 등 제주 일원을 중심으로 100 mm 내외의 강우량을 기록하였다. 7월 28일에는 호남 지역에 호우가 집중되어 있으며 이날 화순군에서는 시간당 40 mm가 넘은 집중호우가 내렸다. 7월 29일에는 서울, 경기남부, 대전, 호남, 경남 등지를 중심으로 많은 비가 아침까지 계속되었고 이날 강우량을 보면 시간당 30~50mm의 폭우를 내렸으며, 강우량으로는 전라남도 영광군 군서면에 191.6 mm가 내리기도 한다. 7월 30일에는 대전광역시, 계룡시, 논산시, 전라북도 완주군, 익산시 등지에서 호우경보가 발효되는 것을 필두로, 충청북도 증평군의 지하차도에서도 물에 잠겨서 1명이 구조되기도 하였다. 이와는 달리 정반대로 대구에서는 호우특보가 내려지던 것이 폭염 특보로 대체되기도 하는 등 폭우와 폭염을 오갔다 하기도 하였다.

### 8월 1일~5일
8월 1일 오후부터 수도권, 강원도, 충청권, 군산시 등 전라북도 일부 지역 등을 중심으로 많은 비가 쏟아졌다. 또한 강화도에서는 120mm의 폭우가 쏟아졌으며, 임진강 최북단의 필승교의 수위가 행락객들을 대피시킬 수 있는 기준치인 1미터를 초과한 1.4m가 기록되는 반면, 경기도의 각 하천 주변을 중심으로 대피하라는 지침이 권장되는 관련 재난 문자도 발송되었다. 8월 1일에는 수도권을 중심으로 폭우를 세차게 퍼부듯이 쏟아졌다면, 8월 2일에는 충청북도를 중심으로 집중호우가 쏟아졌다. 이날 강우량을 살펴보면 충주 엄정 224 mm, 제천 백운 202 mm, 단양 영춘 176 mm, 청주 상당 107.5 mm, 괴산 청천 101.5 mm를 기록하는 등, 하천이 범람하게 되는 것을 필두로 하여, 산사태까지 발생되었다. 비슷한 시기에는 충청북도 충주시 산척면 명서리로 가는 모 도로에서 폭우 피해 현장에 출동한 충주소방서 소속 소방대원이 도로 위에서 차량이 지나갈 수 있는지 점검하던 중 도로가 무너지면서 급류에 휩쓸려 실종되었으나 훗날 주검으로 돌아간 상태이다. 비슷한 시기에는 양성면 능암리의 축사에서 산사태에 의한 가스 폭발 사고가 발생, 50대 여성이 목숨을 잃는 등 사망 및 실종자 등이 발생되기도 하였다. 그 외에도 캠핑장, 래프팅 등과 관련된 사건 및 사고도 계속되었고 심지어는 고속도로까지 통제되기도 하였다. 이날 교통이 전면적으로 통제된 고속도로는 평택제천고속도로의 동충주 나들목에서 제천 나들목 사이의 구간에 한하여 도로 통행이 불가능하게 되자, 국도 제19호선이나 국도 제36호선 등으로 우회해야 하는 불편을 안기기도 하였다. 그리고 철도도 역시 충북선, 태백선의 전 구간 및 영동선, 중앙선 등의 일부구간에 한하여 통행이 임시적으로 중단되면서 코레일이 결국 이들의 운행을 중지하게 되었다. 심지어는 야영에 참여하였던 캠핑장 토사 깔림 사고로 인해 40대가 깔려 숨지는 것을 필두로 하여, 야영객 166명도 역시 긴급 대피하게 되었다. 수도권에 내린 집중호우와 관련된 인명 피해도 역시 잇따르자, 강원도 횡성군 강림면 월현리에서는 주택이 토사에 의해 덮치게 되면서 할머니와 손녀 등이 매몰되었다가 구조되었다. 그리고 이날에는 중국에 상륙하였던 태풍 하구핏의 수증기가 서해상의 강한 비구름을 크게 만들면서 예상치 대비 더 많은 비를 내리게 하기도도 하였고 장마전선도 역시 조선민주주의인민공화국으로 북상하게 되면서, 청천강과 대동강 유역을 중심으로 강력한 비를 뿌리기도 하였다. 8월 3일에는 수도권, 강원도, 충청 지역을 중심으로, 비 피해가 잇따르자, 피해가 심한 곳은 경기도 가평군, 안성시, 강원도 춘천시 그리고 충청남도 아산시, 천안시이며, 주로 가평군에서만 피해가 제법 심각한 것으로 결론지었다. 가평에서는 계곡에서 70대 남성 1명이 급류에 떠내려가는 신고가 접수되는 것 외에도 펜션까지도 토사가 유출되는 등 펜션 사장 가족 3명이 시신으로 돌아가기도 하였으며, 그 외에도 아산시 탕정면에서는 배수를 위해 맨홀을 다룬 여성 1명이 실종되는 등 실종자가 계속 발생되기도 하였다. 그 밖에도 폭우가 계속되고 댐의 방류가 일제히 시작되자, 한강의 수위를 오히려 더 상승시켰다. 이에 따라 잠수교의 수위가 8m를 넘어서게 되면서, 반포한강공원 등 다수의 한강에 위치하고 있는 각종 공원들이 물에 잠겨 통제되는 것을 필두로, 올림픽대로와 동부간선도로 등 서울의 주요 간선도로들도 일부 및 전체가 수위의 사정에 따라 통제 및 해제 등이 반복되는 등 교통 통제도 역시 지속되었다. 8월 4일에는 강원도 영서 북부 지역에 집중호우가 심했으며, 이날 철원군의 철원읍과 김화읍 등에는 물난리가 지속되면서, 국도 제5호선과 국도 제43호선의 도로가 모두 물에 잠겨 통행을 더 어렵게 하는 등 최악의 상황을 맞이하였다. 그리고 8월 5일에는 수도권, 강원도, 충청권에 집중된 호우가 호남, 부울경, 제주도를 중심으로, 많은 비가 쏟아졌고, 그래도 여전히 수도권, 강원권을 중심으로 비와 관련된 피해가 심해진 것으로 드러나고 있다.

#### 강남역 일원 침수 사태
8월 1일에는 강남역 일원을 중심으로 침수 사태가 벌어졌다. 그러나 노력이 필요하게 되던 와중에 겉잡을 수 없이 하수가 역류되는 것은 물론 도로까지 침수되는 등 막심한 피해가 초래되기도 하였다. 또한 8월 2일 오후에는 전날 당시 심하게 물폭탄이 솟구치게 되었던 강남역 11번 출구 인근 맨홀 뚜껑에 모래주머니가 설치되었다.

### 8월 6일~10일
8일 용담댐이 초당 2900톤 가까이 방류하여 전북 진안군 인삼밭 등 하류 지역 침수피해가 발생했다. 12일 피해 지역 지자체장 충남 금산, 충북 영동, 옥천, 무주 군수 등은 공동 입장문을 통해 댐 운영 주체 한국수자원공사에 책임이 있다고 하였다. 사전에 방류하여 수위를 낮춰 두었어야 했음에도, 높은 저수율을 유지하다 7일부터 8일 사이에 걸쳐 집중호우가 지속적으로 내려지자 급격히 방류하여 피해를 일으켰다는 것이다. 피해를 입은 하류 지역 누적 강수량은 약 30mm임에도 불구하고 침수 피해가 난 것은 용담댐의 방류량 조절 실패 때문이라 보았다. 섬진강댐도 방류량 조절에 실패해 구례와 하동 등에 침수피해가 일어났다. 그 외에도 합천댐도 방류량 조절 실패로 수해의 원인으로 지목되고 있다.
이에 대해 한국수자원공사 관계자는 "섬진강댐은 홍수 조절 용량이 3000만t이지만 비가 오기 전에 이미 3배 이상인 1억1600만t의 홍수조절용량을 확보하는 등 강우에 최선을 다해 대비했다"며 "다만 용담댐 등은 방류가 너무 길어져 유역 주민들의 민원이 있었고, 7월 말 장마가 종료된다는 기상청 예보가 있었기 때문에 방류량을 좀 줄였었다"고 해명했다. 이어 "댐 방류량은 하류의 홍수 피해와 상류의 홍수 피해 및 댐 안전 문제를 동시에 고려하면서 결정할 수밖에 없다"며 "이를 조절하려면 기상청의 강우예보에 절대적으로 의지할 수밖에 없는데 최근 강우 불확실성이 너무 커서 미리 알기가 힘들다"고 호소했다. 환경부 관계자도 "비가 극한으로 온 데다가 기상청의 예상 강우량이 실제와 다르고, 또 장마가 끝나는 시점을 7월 말로 예보해 미처 (홍수에) 대비하지 못한 부분이 있다"는 입장을 밝혔다. 또한 섬진강의 경우 7~8일에만 전북 남원에서 429.9mm가 내렸듯이 섬진강 치수 설비는 100년에 한번 오는 폭우에 대비하도록 설계됐는데 이를 뛰어넘었다는 분석이다. 김동진 환경부 수자원정책국장은 "섬진강 1년 강우량이 1200mm가량인데 단 며칠 사이 40%가 넘는 양의 폭우가 왔다. 누적 강우량이 500년에 한번 올 만한 수준"이라며 "긴박하게 댐 수위가 올라가 방류를 결정했고 주민 대피 조치를 했지만 하류도 이미 수위가 올라가 있어 범람한 것으로 보인다"고 말했다.

#### 춘천 의암호 선박 전복 사고
이와 비슷한 시점에는 춘천 의암호에서도 선박이 전복되는 사고가 발생, 선박에 승선하고 있는 8명 중 2명만 구조되고 5명이 사망하고 1명이 실종되는 사건이 일어났다. 해당 사건은 의암호에 있던 수질 개선 및 관광자원 목적의 인공 수초섬이 폭우에 따라 급류 여파가 의암댐 근처까지 접근하는 바람에, 전복된 보트 3척과 보트에 승선중인 8명이 의암댐 수문으로 빨려들어가는 사건이 터지게 되며, 이후에는 1명의 실종자가 경춘대교 부근에서 시체로 발견하였으며, 이후에는 3명의 실종자가 시체로 발견되기도 하였고, 8월 21일에는 인근의 청평댐에서 실종자의 시체가 발견되기도 하였다.

### 8월 11일~15일
8월 11일에는 조선민주주의인민공화국으로부터 장마전선이 남하하게 됨에 따라, 남부 지방에서도 비구름이 형성되자, 전국적으로 비를 내린 상태가 성립되었다. 그러나 아침에는 중부, 낮에는 남부 지방을 중심으로 장마 전선이 계속된 상태로 빠르게 남하하였고, 그날 오후 2시에는 제주도, 남해안, 경상남도 일원을 중심으로 큰 비를 세차게 뿌렸고, 제주 산지에는 호우 경보가 발령되었다. 그래서 북쪽 지역인 중국 대륙이나 시베리아, 몽골 일원의 상공에 머무르고 있는 찬 공기가 강력하게 버텨 있게 되었던 것으로 드러나고 있다. 또 새벽 5시 무렵, 수도권제2순환고속도로 상에 놓여 있는 해저터널인 인천북항터널 입구 인근에 토사가 대거 유출되면서 해당 고속도로의 통행이 통제되기도 하였다. 오후 1시를 전후하여 영종도에서는 마을 골목이 통째로 침수되기도 하였다. 8월 12일에는 뚜렷한 폭우 관련 비 피해가 없는 대신 폭염으로 대체되었으며, 그간 내려진 상태를 성립시킨 호우 특보도 역시 완전히 해제되었다. 8월 13일에는 집중호우로 인해 대규모 피해를 입거나 당하게 하였던 남부 지방에 속하고 있는 11개의 시군 지역에 한하여 특별 재난 지역으로 선포되었다. 선포된 곳은 전라북도 남원시와 전라남도의 나주시, 구례군, 곡성군, 담양군, 화순군, 함평군, 영암군, 장성군이 있으며, 경상남도는 하동군과 합천군에 해당된다. 또한 그날 밤부터 잠수교의 통행이 재개되었다. 그러나 장기간에 걸쳐 통행 규제까지 내려지게 함에 따라 어쩔 수 없이 반포대교 상부 데크 등으로 우회해야 하는 불편을 주던 것이 크게 개선되었다. 하지만 비슷한 사정이 있는 보행자 통행 등은 계속 규제중이다. 또한 오전 10시 30분을 전후하여 지난 8월 3일 당시 경기도 북부 지역에 내린 집중호우로 실종된 50대 남성 낚시터 관리인이 포천시 관인면 중리 인근의 영로대교에서 시신으로 발견되었다. 그 외에도 호우의 여파에 따라 농사가 점점 망치게 되면서 열무와 애호박을 비롯한 각종 채소류들의 가격이 기존 대비 2배 가까이 혹은 그 이상으로 폭증한 사실로 드러나고 있다. 8월 14일에는 장마전선이 다시 남하하게 됨에 따라 수도권을 중심으로 제법 많은 비가 내리기 시작하며 막바지 장마철에 돌입한 상태였고, 8월 15일에는 새벽 2시 이후부터 서울 지역에서 산발적인 소나기가 내리기 시작했다. 그러나 전날에 잠수교에서 보행자의 통행과 관련된 통제 사항이 일시적으로 해제되었다가 5.72m의 수위가 올라가면서 보행자의 통행이 다시 규제된 상태로 돌아갔다.

### 8월 16일 이후
8월 16일에는 중부 지방에 걸쳐 54일 내내 지속된 장마가 사실상 종료되었다. 이는 장마가 가장 늦게 끝난 셈으로 오랫동안 지속되었다. 그래서 기상학적인 많은 숙제를 남긴 전대미문의 기록이기도 하다. 그러나 8월 17일 이후에는 장마 대신 폭염과 더불어 코로나19 대유행과 관련된 이슈가 다시 극성을 부리게 되면서 광복절 관련 집회 및 사랑제일교회發 코로나19 확진 환자 증가 등으로 이어지는 등 집중호우의 후폭풍과도 관련이 깊은 것으로 보이게 된다.

### 북한의 피해 상황
북한의 경우 한반도에 영향을 받아 피해가 더 심각하게 받았을 가능성이 매우 높다. 그러나 북한에서 내린 집중호우는 황해도, 평안남도, 평안북도, 평양직할시, 자강도, 개성특급시 등에만 피해가 심각한 것으로 나와 있으며, 거리상 많이 이격하게 되어 있는 관동 지방도 역시 피해가 약간 보고된 적이 있는 것으로 보인다. 그 외에도 백두산 등 일부 고지대에서는 진눈깨비가 간간이 내리는 경우도 있다.

## 사후 조치

### 기준 강화 및 댐 운영 점검
문재인 정부는 이번 집중호우를 기후위기로 인한 재난으로 보고 홍수관리기준을 강화하기로 하였다. 환경부는 기후위기 대응 홍수대책기획단을 8월 18일 출범시킨다. 기획단은 국장급을 단장으로 하고, 댐, 하수도, 홍수예보체계, 물관리계획 등을 미래 홍수 규모에 맞는지 점검한다. 2020년 기준 댐은 200년 빈도, 국가하천은 100-200년, 지방하천은 30-80년 빈도로 설계하고 있다. 조명래 환경부 장관은 이번 홍수가 '500년 빈도 홍수였다'고 하며 기준 상향을 예고했다. 또한 댐의 홍수기 제한수위, 방류체계 등 홍수관리기준이 강화되고, 댐 운영 기준에 하천과의 상호작용도 반영될 예정이다. 환경부는 홍수피해지역민들의 의견을 수렴하고 피해지역 및 댐 운영 적절성 조사 등을 실시하기로 하였다.
기준 강화의 필요성은 다음과 같다. 첫번째는 댐 설계당시 기준들이 오래되어 2020년 기후변화에 맞지 않아 계획홍수위(홍수조절을 위해 최고로 담수 가능한 수위)와 홍수기 제한수위(매년 6월 21일부터 9월 20일까지 유지해야하는 최고수위)의 차이가 얼마 나지 않는 경우, 집중호우 발생 시 방류 조절할 여유가 없기 때문이다. 두번째는 과거에 비해 농경지역이 줄어들어 이수용량을 줄이고 홍수조절용량을 늘릴 수 있지만, 몇몇 댐들은 그렇게 바뀌지 않았다는 것이다.

### 수해지역 댐 운영 적정성 조사
8월 17일 조명래 환경부 장관은 집중호우 시기 섬진강댐, 용담댐, 합천댐 운영관리 적정성을 판단하기 위해 '댐관리 조사 위원회'를 구성하기로 하고 사전조사에 착수했다고 발표했다. 조사 위원회는 피해지역 지자체와 학회 등이 추천한 전문가 10-15명으로 구성된다. 사전조사팀은 댐 운영, 수리 및 수문학 전문가 5명으로 구성했다. 조 장관은 용담댐이 홍수기 제한수위를 넘겨 운영했다는 지적에 대해 "홍수기제한수위는 어디까지나 관리를 위한 수위로, 실제 이 제한수위를 위반했는지 여부도 중요하지만 그 위반에 의해 하류에 어떤 침수 피해가 나타났는지를 종합적으로 봐서 위반 정도를 판단하려 한다"고 답했다. 8월 12일 '규정을 지켰으나 기상청 예보가 틀려 어쩔 수 없었다'는 수자원 공사의 해명에 대해서는 "지금 상황에서는 수자원공사가 규정을 지켰음에도 하류지역에 많은 피해가 발생했다"며 "방류량 적정성 여부를 정확히 파악해 원인과 책임 규명을 하는 게 중요하다"고 했다. 조 장관은 "일부 유역에서 500년 빈도의 기록적 강우로 인한 피해가 있었고, 이를 기후위기로 인한 재난으로 인식한다"며 "이에 대비한 지속 가능한 홍수관리대책을 마련할 계획"이라고 말했다.

## 같이 보기
- 1984년 한강 대홍수
- 1990년 한강 대홍수
- 2011년 7월 한국 중부 집중호우
- 집중호우
- 대한민국의 풍수해
- 2020년 태풍
  - 태풍 하구핏 (2020년)
  - 태풍 장미 (2020년)
  - 태풍 바비 (2020년)
  - 태풍 마이삭 (2020년)
  - 태풍 하이선 (2020년)